# Восточношвабский диалект
Восточношвабский диалект (нем. Ostschwäbisch, также: Neckarschwäbisch и Unterschwäbisch) — диалект немецкого языка, распространённый в Баден-Вюртемберге (регион Восточный Вюртемберг) и Баварии (район Донау-Рис).
Зона распространения простирается между Ульмом, Донаувёртом, Динкельсбюлем и Швебиш-Гмюндом. Соседствует с нижне- и верхнешвабским диалектами, являясь их переходной формой. В местности Рёдлингер-Рис употребляется собственная диалектная форма восточношвабского.